# Chilí (Eubée)
Chilí, en grec moderne : Χηλή, est un village de bord de mer du dème de Kými-Alivéri, sur l'île d'Eubée, en Grèce.
Selon le recensement de 2011, la population de Chilí compte 57 habitants.